# Juliette Kemppi
Juliette Mikaela Kemppi (Kaarina, 14 maggio 1994) è una calciatrice finlandese, attaccante dell'IFK Kalmar e della nazionale finlandese.

## Palmarès
- Campionato finlandese: 1

Åland United: 2013